# Euptychia jamaryensis
Euptychia jamaryensis är en fjärilsart som beskrevs av Ribeiro 1931. Euptychia jamaryensis ingår i släktet Euptychia och familjen praktfjärilar. Inga underarter finns listade i Catalogue of Life.